# Lirceus hargeri
Lirceus hargeri és una espècie de crustaci isòpode pertanyent a la família dels asèl·lids.

## Distribució geogràfica
Es troba a Nord-amèrica: Tennessee (els Estats Units).